# Suturoglypta
Suturoglypta is een geslacht van weekdieren uit de klasse van de Gastropoda (slakken).

## Soorten
- Suturoglypta albella (C. B. Adams, 1850)
- Suturoglypta blignautae (Kilburn, 1998)
- Suturoglypta buysi Lussi, 2009
- Suturoglypta iontha (Ravenel, 1861)
- Suturoglypta kevini Segers, Swinnen & De Prins, 2009
- Suturoglypta occidualis Espinosa & Ortea, 2013
- Suturoglypta pretrii (Duclos, 1846)
- Suturoglypta procera Simone & Gracia C., 2006